# Karolis Chvedukas
Karolis Chvedukas (Marijampolė, Lituania; 21 de abril de 1991 – 19 de junio de 2023) fue un futbolista lituano que jugó en la posición de centrocampista.

## Carrera

### Club
| Periodo   | Club                  |
| --------- | --------------------- |
| 2008–2016 | FK Sūduva             |
| 2016–2017 | RNK Split             |
| 2017      | Chojniczanka Chojnice |
| 2017      | FK Sūduva             |
| 2018      | Dundalk FC            |
| 2019      | Waterford FC          |
| 2020      | Oratory Youths FC     |
| 2021      | KPV Kokkola           |
| 2023      | Marijampolė City      |

### Selección nacional
Debutó con Lituania el 5 de marzo de 2014 en un partido amistoso ante Armenia. Jugó 20 partidos con la selección nacional hasta 2019.

## Logros
- Copa de Lituania (1): 2009
- Supercopa de Lituania (1): 2009